# Eric Williams Plaza
El Eric Williams Plaza o bien el Complejo financiero Eric Williams (en inglés: Eric Williams Financial Complex) situado en la Plaza de la Independencia, Puerto España, es el edificio más alto de Trinidad y Tobago, así como en el Caribe de habla inglesa. Se compone de un par de rascacielos de 22 pisos de altura y 92 m de altura, conocidos localmente como las "Torres Gemelas". La construcción del complejo comenzó en 1979 y se terminó en 1986. El complejo fue inaugurado oficialmente el 29 de marzo de 1986. El arquitecto que dirigió la construcción fue Anthony C. Lewis Partnership. El Eric Williams Plaza fue nombrado en honor de Eric Williams, el primer ministro de Trinidad y Tobago. La primera torre alberga el Banco Central de Trinidad y Tobago, mientras que la segunda torre alberga el Ministerio de Hacienda. El nombre oficial de la primera torre es Torre Financiera Eric Williams y el nombre oficial de la segunda es Torre del Banco Central.